# 舍夫勒西-蒙索
舍夫勒西-蒙索（法語：Chevresis-Monceau，法語發音：[ʃəvʁəzi mɔ̃so]）是法国上法蘭西大區埃纳省的一个市镇，属于圣康坦区。该市镇于1819年由原市镇舍夫勒西勒梅尔德（Chevresis-le-Meldeux）和旧蒙索（Monceau-le-Vieil）合并而成。

## 地理
舍夫勒西-蒙索（49°45'14"N, 3°34'18"E）面积16.85 平方千米，位于法国上法蘭西大區埃纳省，该省份为法国北部内陆省份，北起北部省，西接索姆省和瓦兹省，东临阿登省和马恩省，西南至塞纳-马恩省，东北部与比利时接壤。
与舍夫勒西-蒙索接壤的市镇（或旧市镇、城区）包括：布瓦莱帕尔尼、舍夫勒西堡、新蒙索和福库济、帕尔尼莱布瓦、帕尔珀维尔。
舍夫勒西-蒙索的时区为UTC+01:00、UTC+02:00（夏令时）。

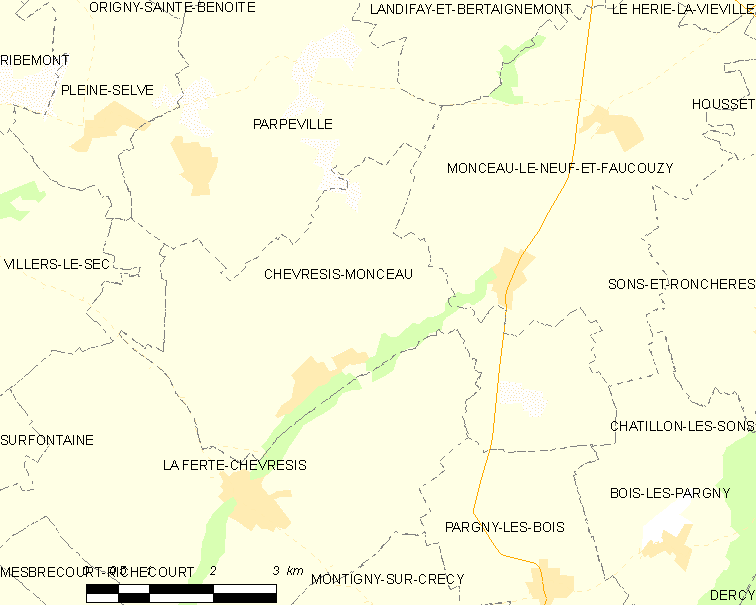
舍夫勒西-蒙索的OSM定位图

## 行政
舍夫勒西-蒙索的邮政编码为02270，INSEE市镇编码为02184。

## 政治
舍夫勒西-蒙索所属的省级选区为里布蒙县。

## 人口

1962-2008年间舍夫勒西-蒙索人口变化图示

舍夫勒西-蒙索于2022年1月1日时的人口数量为335人。